# Karhujupukka (kulle i Tunturi-Lappi)
Karhujupukka är en kulle i Finland.   Den ligger i den ekonomiska regionen  Fjäll-Lappland  och landskapet Lappland, i den norra delen av landet, 800 km norr om huvudstaden Helsingfors. Toppen på Karhujupukka är 304 meter över havet, eller 68 meter över den omgivande terrängen. Bredden vid basen är 2,4 km.
Terrängen runt Karhujupukka är huvudsakligen platt.  Trakten runt Karhujupukka är nära nog obefolkad, med mindre än två invånare per kvadratkilometer. Det finns inga samhällen i närheten. 